# Žarko Šešum
Žarko Šešum (srpski: Жарко Шешум; Bačka Palanka, 16. lipnja 1986.) je srbijanski rukometni reprezentativac.
Visok je 1,95 m i igra na poziciji lijevog vanjskog. Karijeru je počeo 2003. kao igrač Sintelona. Od 2007. do 2010. bio je član mađarskog KC Veszpréma, a od 2010. član je njemačkog Rhein-Neckar Löwena.
Dana 8. veljače 2009. godine, u mađarskom gradu Balatonfuredu, huligani su njega i hrvatskog rukometnog reprezentativca Ivana Pešića teško ranili, a ubili su rumunjskog reprezentativca Mariana Cozmu.